# Mesostenus cuzcensis
Mesostenus cuzcensis là một loài tò vò trong họ Ichneumonidae.